# Olaf Hansen
Pour les articles homonymes, voir Hansen.
Olaf Hansen (né le 11 avril 1902 à Saint-Pétersbourg et mort le 10 janvier 1969 à Kiel) est un iranologue et chercheur en études indo-européennes allemand. 

## Carrière
Olaf Hansen naît à Saint-Pétersbourg, capitale de l'Empire russe, dans la famille d'un Allemand installé en Russie, G. O. A. Hansen (époux de Marie Hansen, née Rödder) qui était alors à la direction de la bibliothèque (Oberbibliothekar) de l'Académie impériale des sciences. La famille s'enfuit de Russie à la suite de la révolution de 1917 et, après une longue halte au bord de la Baltique, s'installe en 1919 à Hambourg. Olaf Hansen passe son baccalauréat (Abitur en allemand) en 1923 à Hambourg-Blankenese
Hansen étudie le persan et la philologie iranienne et d'Asie centrale. Il reçoit en 1927 sa promotion au doctorat de IIIe cycle de l'université de Hambourg auprès de Hans Reichelt, grâce à une thèse pourtant sur un manuscrit dhyāna bouddhique en langue sogdienne. Il devient membre en 1931 de la Société orientale allemande, ce qui est remarquable pour son jeune âge. De 1933 à 1934, il voyage aux Indes britanniques grâce à une bourse. De 1934 à 1937, il étudie les papyrus de la collection de papyrus des musées de Berlin. En 1937, Hansen reçoit son habilitation de doctorat à l'université de Berlin où il devient Privat-dozent du semestre d'hiver 1937-1938, jusqu'au semestre d'hiver 1944-1945,. En même temps, il collabore à la commission orientale de l'Académie des sciences de Prusse. La même année, il s'inscrit au NSDAP (membre n° 8.013.106).
Au début des années 1940, il fait partie avec Annemarie von Gabain et Gerhard von Mende d'un conseil éditorial de scientifiques pour un ouvrage intitulé Völker, Volksgruppen und Volksstämme auf dem ehemaligen Gebiet der Sowjetunion. Geschichte, Verbreitung, Rasse, Bekenntnis [Les peuples, les groupes ethniques et tribus de l'ancien espace soviétique. Histoire, développement, races et confessions] (édité par le Bureau pour la race et le peuplement et l'Institut für Grenz- und Auslandsstudien). Le but de ces études était de redessiner la carte des peuples, ce qui constituait « un problème primordial et des plus sérieux dans le cadre de la réorganisation des territoires de l'Est » (cf. Generalplan Ost) ; sans ce « nouvel ordre », le problème des « bolchéviques radicaux ne sera jamais éliminé »; « la majorité des communautés raciales » [de cet espace vital à l'Est] seront caractérisées « sur la base de leur patrimoine racial » jugé comme « insuffisant » et sur les « conditions pour parvenir à un véritable développement en tant que peuple ». En fait l'ouvrage conclut que le destin de ces peuples « est biologiquement déterminé à s'éteindre à cause des contacts intensifs avec la civilisation moderne »,  et qu'ils seront « dissous ou fondus dans d'autres peuples plus forts. ». Hansen a fait son service militaire pendant la guerre et a été prisonnier de guerre.
En 1945, Hansen est dozent en russe à l'université d'Iéna, puis de 1947 à 1949, il est collaborateur scientifique à l'Académie des sciences de la République démocratique allemande. Il passe dans la zone Ouest en 1949. En 1949, il enseigne les études indo-européennes à l'université libre de Berlin. Il est nommé en 1950 professeur extraordinaire de philologie indo-iranienne et directeur du département indo-iranien du séminaire d'études indo-européennes. Il est élu en 1951 membre-correspondant de l'Académie des sciences et des lettres de Mayence. Il est nommé en 1963 professeur ordinaire et directeur du nouveau séminaire de philologie iranienne à l'université libre de Berlin. Il est fait membre-correspondant en 1964 de l'Institut archéologique allemand. Il prend sa retraite en 1968 et devient professeur invité à Kiel.

## Quelques publications
- Reste der soghdischen Übersetzung eines Dhyāna-Textes (MS. Or. 8212 (85) des britischen Museums); in Umschrift und mit Übersetzung nebst einem Index verborum. Hamburg, 1928, zugl. Hamburg, Phil. F., thèse, 1927
- Zur soghdischen Inschrift auf dem dreisprachigen Denkmal von Karabalgasum. Helsinki, éd. Suomalais-ugrilainen seura 1930
- Die mittelpersischen Papyri der Papyrussammlung der Staatlichen Museen zu Berlin. Berlin, éd. de Gruyter 1938 (Abhandlungen der Preußischen Akademie der Wissenschaften Jg. 1937, Phil. hist. Kl. Nr. 9), Druckfassung der Habilitations-Schrift Mittelpersische Papyri: Kurze Inhaltswiedergabe von 1936
- Berliner sogdische Texte: Bruchstücke d. grossen Sammelhandschrift. Mainz, Verlag der Akademie der Wissenschaften und der Literatur/Wiesbaden: Steiner in Komm. 1954 (Abhandlungen; Jg. 1954, Nr. 15)
- Mittelpersisches Lesebuch. Berlin, éd. de Gruyter, 1963

## Source
- (de) Cet article est partiellement ou en totalité issu de l’article de Wikipédia en allemand intitulé « Olaf Hansen » (voir la liste des auteurs).